# 1390년대
1390년대는 1390년부터 1399년까지를 가리킨다.